# Micheal Ray Richardson
Micheal „Sugar“ Ray Richardson (* 11. April 1955 in Lubbock, Texas) ist ein ehemaliger US-amerikanischer Basketballspieler und -trainer. Zu Beginn seiner Spielerkarriere galt Richardson als eines der größten Basketballtalente auf der Point-Guard-Position. Seine Leistungen verschlechterten sich jedoch durch Drogenprobleme und nach einem dritten positiven Drogentest wurde er schließlich 1986 als erster Spieler lebenslang in der NBA gesperrt. 1988 setzte er seine Karriere in Europa fort und spielte dort bis 2002 für verschiedene Vereine in Italien, Kroatien und Frankreich. 2004 wurde er Spielertrainer in der CBA und setzte sich bei folgenden Stationen in verschiedenen „Minor Leagues“ in seinem Heimatland immer noch selbst bis 2011 als Spieler mit ein.

## Karriere
Geboren in Texas wuchs Richardson in Denver auf. Aus dem Bundesstaat Colorado wechselte er 1974 zum Studium nach Montana, wo er in Missoula an der University of Montana – Missoula studierte und dort für das Hochschulteam Grizzlies in der Big Sky Conference der NCAA Division I spielte. 1978 konnte man als Erstplatzierter der Conference auch das Meisterschafts-Finalturnier der Conference gewinnen. Im anschließenden NBA-Draft wurde Richardson an vierter Stelle, noch zwei Stellen vor der späteren NBA-Legende Larry Bird, von den New York Knicks ausgewählt.

### USA (1978 bis 1988)
Die Knicks hatten in den 1970er Jahren mit ihrem charismatischen Spielmacher und späteren „Hall-of-Famer“ Walt Frazier zweimal die Meisterschaft gewonnen und waren auf der Suche nach einem Nachfolger auf dessen Position. Richardson konnte diese Erwartungen zunächst erfüllen und erreichte in seiner zweiten Spielzeit mit 10,1 Assists und 3,2 Steals pro Spiel die Bestwerte aller Spieler der NBA in diesen Kategorien. Er war damit der erste Spieler, der diese Kategorien gemeinsam anführte. 1981 trat der ehemalige Meisterschaftstrainer Red Holzman zurück und Hubie Brown übernahm seinen Posten. Der aus den Mountain States stammende, mit kleineren Stotterproblemen kämpfende Richardson war zuvor schon als Person bekannt gewesen, die gerne Partys feierte.
Nachdem beim Umbau der Mannschaft auch zwei Spieler in einem Spielertausch transferiert wurden, die als Bezugspersonen von Richardson innerhalb der Mannschaft galten, suchte Richardson zunehmend Ablenkung außerhalb des Spielfeldes und glitt in die Drogenszene der Großstadt New York Anfang der 1980er ab. Dies blieb nicht ohne Auswirkung auf seine spielerischen Leistungen, so dass Trainer Hubie Brown einen Wechsel von Richardson forcierte. Die Golden State Warriors aus Kalifornien waren vom Leistungsvermögen von Richardson weiter überzeugt und transferierten den aus New York stammenden Bernard King 1982 für Richardson. Doch nach drei Monaten mussten auch die Warriors einsehen, dass Richardson in seiner derzeitigen Verfassung nicht zu helfen war und er insbesondere dem Team nicht weiterhelfen konnte, und suchten einen neuerlichen „Trade“ (deutsch Spielertausch).
Trainer Larry Brown, der als Spieler und Trainer in den 1970er Jahren in Richardsons Heimat Denver gearbeitet hatte, holte diesen zurück an die Ostküste zu den New Jersey Nets. Richardson durchlief mehrere Rehabilitationsprogramme, die er zumeist nach kurzer Zeit als nach eigener Aussage „geheilt“ beendete. Die Nets glaubten jedoch nicht an eine echte Heilung und suchten das Vertragsende, da sie ihn nahezu aufgegeben hatten. Die NBA gewährte jedoch keine Vertragsauflösung, da sie mit der Spielergewerkschaft ein Abkommen geschlossen hatte, die eine endgültige Sperre erst nach drei positiven Drogentests vorsah. Richardson hielt schließlich eine Rehabilitation durch und kehrte mit vermeintlich alter Leistungsstärke zurück.
Bei seinem glänzenden Comeback konnte er tatsächlich an Leistungen aus seiner zweiten NBA-Saison anschließen und die Nets besiegten in der ersten Play-off-Runde um die Meisterschaft 1984 den amtierenden Meister Philadelphia 76ers. In der folgenden Saison wurde Richardson 1985 zum vierten Mal für das NBA All-Star Game berufen. Diese Berufung war im Nachhinein nicht ohne Pikanterie, da er damit den „Rookie“ (deutsch Profi-Neuling) Michael Jordan, der später die Liga dominieren sollte, aus dem Team der NBA Eastern Conference verdrängte. Eine Spielzeit später jedoch wurde Richardson nach einem Rückfall im Anschluss an eine Weihnachtsfeier zum dritten Mal positiv auf Kokain getestet und NBA-Commissioner David Stern sprach im Februar 1986 die lebenslange Sperre gegen Richardson aus. Richardson ist mit einem Schnitt von 2,6 Steals pro Spiel auf dem zweiten Platz und einem Schnitt von gut 7 Assists pro Spiel unter den besten 25 Spielern aller Zeiten dieser Kategorien in der NBA zu finden.
Anschließend war Richardson zwei Jahre in unterklassigen Minor Leagues aktiv. 1988 gewann er mit den Albany Patroons den Meisterschaftstitel der CBA. Den ersten Titel hatten die Patroons unter Trainer Phil Jackson 1984 gewonnen, der 1978 zu Richardsons Karrierestart als Spieler von den New York Knicks zu den New Jersey Nets gewechselt war und 1987, vor dem Engagement von Richardson bei den Patroons, als Trainer in die NBA zu den Chicago Bulls wechselte, wo er mit Michael Jordan mehrere Meisterschaften gewann.

### Europa (1988 bis 2002)
Zwar hob die NBA 1988 die lebenslange Sperre von Richardson auf, doch dieser wechselte zunächst in die italienische Lega Basket Serie A zum Verein Virtus aus Bologna. Mit dem mehrfachen italienischen Meister gelangen Richardson jedoch in seiner dreijährigen Zeit bis 1991 nur zwei italienische Pokalsiege. 1990 gewann man zudem den Europapokal der Pokalsieger. 1991 wechselte er zu KK Split nach Kroatien, die die drei Jahre zuvor jeweils den Europapokal der Landesmeister gewonnen hatten. Infolge der Jugoslawienkriege war diese Mannschaft jedoch auseinandergebrochen und der Verein konnte in der Saison 1991/92 an diese Erfolge nicht mehr anschließen und es reichte nur zu einem nationalen Pokalsieg. Daraufhin kehrte Richardson nach Italien zurück und spielte für den italienischen Vizemeister von 1989 Libertas aus Livorno. Diese erreichten jedoch 1993 nur knapp die Play-offs um die Meisterschaft und schieden in der ersten Runde aus. Eine Spielzeit später kam es noch schlechter, als man eine Play-off-Platzierung um einen Sieg verpasste, und man in eine Relegationsrunde mit den besten Zweitligisten musste. Dort setzte sich Mens Sana Basket Siena durch und kehrte in die höchste Spielklasse Italiens zurück, während Livorno sieben Siege aus zehn Spielen wegen Verkleinerung der obersten Spielklasse nicht zum Klassenverbleib reichten. Anschließend stellte der Verein seinen professionellen Spielbetrieb ein.
1994 wechselte Richardson in die LNB Pro A zum französischen Vizemeister Olympique aus Antibes. Zusammen mit seinem zehn Jahre jüngeren Landsmann David Rivers gewann der mittlerweile 40-jährige Richardson 1995 mit Olympique unter Trainer Jacques Monclar die französische Meisterschaft. Ohne Rivers, der nach Griechenland wechselte und 1997 mit Olympiakos Piräus deren ersten Europapokal der Landesmeister gewann, schied man in der folgenden Spielzeit als Titelverteidiger im Play-off-Halbfinale gegen den späteren Meister EB Pau-Orthez aus. In der darauffolgenden Spielzeit verpasste man dann sogar die Play-offs um die Meisterschaft komplett. 1997 verließ Richardson den Verein und sollte in Rieti bei AMG Sebastiani Basket spielen. Der Zweitligist und ehemalige Korać-Cup-Sieger wurde jedoch vor Saisonbeginn aus finanziellen Gründen vom Spielbetrieb ausgeschlossen. Richardson kehrte daraufhin nach Frankreich zurück und spielte beim französischen Verein aus Cholet. Dieser gewann 1998 mit dem nationalen Pokalsieg seinen ersten Titel und erreichte auch im Korać-Cup überraschend das Halbfinale.
Für die Spielzeit 1998/99 kehrte Richardson schließlich doch nach Italien zurück und spielte in der zweiten italienischen Liga A2 für Libertas aus Forlì. Der ehemalige Erstligist scheiterte jedoch in den Play-offs um den Aufstieg in die oberste Spielklasse an dem Nachfolgeverein von Richardsons Ex-Verein aus Livorno. Am Ende der Spielzeit stellte auch Libertas Forlì seinen professionellen Spielbetrieb ein und Richardson kehrte nach Livorno zurück, die zuvor in der Finalserie den Aufstieg verpasst hatten. In der folgenden Spielzeit fand sich Livorno jedoch in den unteren Tabellenrängen der zweiten Spielklasse wieder und der Vertrag mit dem beinahe 45-jährigen Richardson wurde im Februar 2000 beendet. In der Folge hatte Richardson bis 2002 noch kurzfristige Engagements bei seinem Ex-Klub aus Antibes und bei einem unterklassigen Klub aus Golfe-Juan ebenfalls an der Côte d’Azur.

### Spielertrainer in den USA
Nachdem Richardson in sein Heimatland zurückgekehrt war, übernahm er im Dezember 2004 das Traineramt bei seinem ehemaligen Verein Albany Patroons, die in die CBA zurückkehrten. 2007 erreichten die Patroons die Finalserie der CBA gegen die Yakama Sun Kings. Nach dem verlorenen ersten Finalspiel wurde Richardson wegen antisemitisch gewerteter Äußerungen gesperrt und anschließend durch den ehemaligen NBA-Profi Vincent Askew als Trainer ersetzt. Richardson wurde daraufhin Trainer des Ligarückkehrers Cavalry aus Lawton (Oklahoma) und gewann auf Anhieb die Meisterschaft der CBA 2008, nachdem man den amtierenden Meister Sun Kings in der Halbfinalserie besiegte. 2009 verteidigte man die Meisterschaft gegen die Patroons, als man im dritten und entscheidenden Spiel in der Verlängerung siegte.
Die Continental Basketball Association stellte jedoch als Liga anschließend ihren Spielbetrieb ein, so dass die Cavalry in der folgenden Spielzeit in der Premier Basketball League (PBL) starteten. Trotz Tumulten im verlorenen ersten Spiel der Finalserie der PBL konnte man die Serie noch gewinnen und feierte für den Verein die dritte Meisterschaft hintereinander. In der folgenden Spielzeit kam es erneut zu einem Aufeinandertreffen mit den Razorsharks aus Rochester (New York) in der Finalserie, die diesmal die Oberhand hatten. Richardson unterstellte den Schiedsrichtern, die Spiele zugunsten der Razorsharks verschoben zu haben, und verließ die Liga und den Verein.
Für die Spielzeit 2011/12 übernahm Richardson das Traineramt bei den Lightning aus London (Ontario) in der National Basketball League of Canada. Die neu gegründete Franchise wurde auf Anhieb Meister dieser Liga und Richardson gewann zum vierten Mal in fünf Jahren eine Meisterschaft in einer Minor League.

### Persönliche Auszeichnungen
- 4-mal NBA All-Star 1980 bis 1982, 1985
- 2-mal NBA All-Defensive First Team 1980 und 1981

### Erfolge

#### Als Spieler
- 1988 CBA-Champion mit Albany Patroons
- 1989 und 1990 Italienischer Pokalsieger mit Knorr Bologna
- 1990 Europapokal der Pokalsieger mit Knorr Bologna
- 1992 Kroatischer Pokalsieger mit KK Split
- 1995 Französischer Meister mit Olympique d’Antibes
- 1998 Französischer Pokalsieger mit Cholet Basket

#### Als Trainer
- 2007 CBA-Vizemeister mit Albany Patroons
- 2008 und 2009 CBA-Meister mit Lawton-Fort Sill Cavalry
- 2010 PBL-Meister mit Lawton-Fort Sill Cavalry
- 2011 PBL-Vizemeister mit Lawton-Fort Sill Cavalry
- 2012 NBL Kanada-Meister mit London Lightning

## Kontroversen
Richardsons Talent als Basketballer und sein Lebenswandel gepaart mit seinen persönlichen Stellungnahmen sorgen in der US-amerikanischen Öffentlichkeit immer wieder für Aufmerksamkeit und Schlagzeilen. Nachdem seine lebenslange Sperre aufgehoben wurde, sollte sich Richardson 1991 erneut einem Drogentest unterziehen, bei dem er erneut positiv auf Kokain getestet wurde. Richardson selbst zweifelte das Ergebnis an und soll seinerseits die NBA angegriffen haben, mit zweierlei Maß zu messen, da Chris Mullin, Mitglied des Dream Team, Alkoholprobleme nachgesagt wurden und sich Richardson sich wegen seiner schwarzen Hautfarbe benachteiligt sah. Später attestierte er Commissioner David Stern jedoch, mit der Drogensperre sein Leben gerettet zu haben, während Stern selbst die Sperre als eine seiner schwersten Entscheidungen als Commissioner bezeichnete.
Im Jahr 2000 wurde Richardsons Lebensgeschichte in einer filmischen Dokumentation „Whatever Happened to Micheal Ray?“ verarbeitet, die von dem in Brooklyn aufgewachsenen, bekannten US-Entertainer Chris Rock erzählt wurde. In der Dokumentation äußern sich unter anderem ehemalige Gegenspieler wie Magic Johnson und Isiah Thomas, die 1996 zu den 50 großartigsten Spielern der NBA gewählt wurden, anerkennend über Richardsons Fähigkeiten auf dem Basketballfeld.
2007 wurde Richardson während des ersten Finalspiels um die CBA-Meisterschaft von einem Zuschauer angegangen, die Richardson mit homophoben Äußerungen erwiderte. Zusammen mit einem gleichzeitig veröffentlichten Interview, in denen Bemerkungen von Richardson, Juden seien im Allgemeinen „crafty“ (deutsch gewieft), die als antisemitisch gewertet wurden, führte dies zu einer Sperre von Richardson, dessen Mannschaft Albany Patroons anschließend auch die Meisterschaftsserie verlor. David Stern, der jüdischstämmige NBA-Commissioner, setzte sich für Richardson, dessen zweite Ehefrau ebenfalls jüdischer Abstammung ist, ein und verteidigte ihn, dass er im eigentlichen Sinne kein Antisemit sei, auch wenn er mit seinen Äußerungen über Stereotypen „poor judgment“ (deutsch schlechtes Urteilsvermögen) gezeigt habe.
Drei Jahre später kam es 2010 im ersten Finalspiel der PBL-Meisterschaft zu tumultartigen Szenen, als Trainer Richardson vom Spiel ausgeschlossen und der ehemalige NBA-Profi Oliver Miller für die Lawton-Fort Sill Cavalry während des Spiels disqualifiziert wurden, während die Cavalry anschließend die Finalserie doch noch für sich entscheiden konnten. Ein Jahr später trafen die Razorsharks, dessen Eigentümer die PBL mitgegründet hatten, und die von Richardson trainierten Cavalry in der Finalserie erneut aufeinander. Nachdem die Cavalry die Finalserie verloren hatten, unterstellte Richardson den Schiedsrichtern Schiebung und bezeichnete die Liga als „Joke“ (deutsch Witz). In der Konsequenz lösten sich die Cavalry auf und Richardson schloss sich mit einem Großteil seiner Spieler der neu gegründeten Franchise London Lightning in Kanada an, in deren Liga auch der ehemalige PBL-Klub Halifax Rainmen wechselte.